# Paraleprodera malaccensis
Paraleprodera malaccensis är en skalbaggsart som beskrevs av Stefan von Breuning 1936. Paraleprodera malaccensis ingår i släktet Paraleprodera och familjen långhorningar. Inga underarter finns listade i Catalogue of Life.